# Titanic (pel·lícula de 1943)
Titanic és una pel·lícula alemanya del 1943, dirigida per Herbert Selpin. És una pel·lícula de propaganda política nacionalsocialista que tracta el tema de l'enfonsament del luxós transatlànti RMS Titanic.

## Argument
La pel·lícula mostra la catàstrofe des d'un punt de vista de propaganda antibritànica. La companyia naval White Star Line està a punt de fer fallida i, per tant, suborna el capità Edward John Smith perquè travessi l'Atlàntic en un nou temps rècord. D'aquest mode, la companyia obtindrà la cobdiciada banda blava, que denota el vaixell més ràpid en travessar l'oceà Atlàntic, salvant la companyia de la ruïna. Només el primer oficial, un alemany de cognom Peterson, reconeix el perill, però les seves advertències són ignorades. Durant l'enfonsament els passatgers rics, incloent el president de la companyia, Bruce Ismay, tracten de subornar el capità per obtenir un lloc en un bot salvavides. Els passatgers i membres de la tripulació d'origen alemany demostren el major valor i caràcter durant la tragèdia. Al final de la pel·lícula, en l'escena del judici, el primer oficial Peterson acusa el president de la companyia, Ismay, de ser el principal responsable de la catàstrofe. La comissió judicial rebutja el seu punt de vista, al·legant que el capità Smith, mort, tenia l'última responsabilitat sobre el comandament del vaixell.
Entre les trames secundàries hi ha diverses històries romàntiques amb situacions d'amor verdader, vells amors, nou amor, triangle amorós, compromís, casament i sacrifici.

## Crítica
La pel·lícula falsifica els orígens i el curs que va seguir la tragèdia. No hi ha proves fidedignes que el RMS Titanic navegués cap al desastre en busca d'un rècord de velocitat. Tampoc no és cert que la companyia White Star Line estigués al bord de la fallida, sinó la companyia no hagués existit fins al 1935, quan es fusionà amb la Cunard Line.
El director, Herbert Selpin, fou empresonat durant el rodatge de la pel·lícula per declaracions negatives sobre la Wehrmacht. Segons les autoritats, fou trobat mort en la seva cel·la l'u d'agost del 1942. Mai no quedà clar si fou suïcidi o assassinat. La pel·lícula fou acabada sota la direcció de Robert Klinger.
Quan la pel·lícula va estar finalment enllestida per ser exhibida, la guerra s'havia desenvolupat desfavorablement per a Alemanya. Joseph Goebbels va témer que hi hagués associacions derrotistes i comparacions entre l'enfonsament del Titanic i l'enfonsament del Tercer Reich, per això no va permetre'n la seva exhibició a Alemanya. Només fou projectada als països ocupats.
Les escenes de la nit de l'enfonsament i les escenes de la coberta del Titanic foren filmades al navili alemany Cap Arcona. El 1945 el Cap Arcona fou bombardejat per avions aliats a la badia de Lübeck. El vaixell transportava presoners de camps de concentració i s'estima que entre 3.000 i 3.500 hi moriren, més del doble de les víctimes del desastre del Titanic.
Quatre escenes d'aquesta pel·lícula foren emprades a la pel·lícula A Night to Remember, sobre el mateix tema, filmada el 1958.